# Leonid Ivanov (calciatore)
Leonid Grigor'evič Ivanov (in russo Леонид Григорьевич Иванов?; Pietrogrado, 25 luglio 1921 – Leningrado, 14 settembre 1990) è stato un calciatore sovietico, di ruolo portiere.

## Carriera
Con la propria Nazionale ha vinto i Giochi olimpici 1952.